# Huntington (North Yorkshire)
Huntington – wieś i civil parish w Anglii, w North Yorkshire, w dystrykcie (unitary authority) York. W 2011 civil parish liczyła 9371 mieszkańców. Huntington jest wspomniana w Domesday Book (1086) jako Huntindune.